# Harting (azienda)
La Harting Technologiegruppe è un costruttore tedesco di connettori elettrici con sede a Espelkamp in Nordrhein-Westfalen.

## Storia
L'azienda viene fondata il 1º settembre 1945 da Wilhelm Harting e da sua moglie Marie a Minden-Dankersen, prima che la società si trasferisse nel 1950 a Espelkamp. L'attività principale della società è la produzione di connettori elettrici. In questo settore Harting è leader al mondo ma nel passato ha anche costruito jukebox e distributori di sigarette. L'azienda appartiene alla famiglia Harting al 100% ed è guidata dai nipoti Dietmar Harting e Margrit Harting e i figli Philip Harting e Maresa Harting-Hertz.

## Forma giuridica
La Harting Technologiegruppe è una holding di famiglia di tipo Kommanditgesellschaft auf Aktien (KGaA) divisa in sei divisioni in ambiti diversi dall'automotive alle telecomunicazioni. Questo comporta l'esistenza di 30 società collegate alla casa madre in tutto il mondo, nello sviluppo, produzione e commercializzazione del prodotto. La forma giuridica esiste dal settembre 1996. Prima la società era una Gesellschaft mit beschränkter Haftung (GmbH).
Il gruppo ha 3.394 dipendenti (30 settembre 2011). 1.750 in Germania a Espelkampp, Minden e Rahden. Più di 400 lavorano nella ricerca e sviluppo a Espelkamp, Rahden, Zhuhai in Cina e Sibiu in Romania. Fabbriche produttive sono oltre a Espelkamp: Bienne, Northampton, Zhuhai, Sibiu ed Elgin. Di seguito una tabella con i fatturati di alcuni recenti anni:
| Anno fiscale | Fatturato  |
| ------------ | ---------- |
| 2008         | 385 Mio. € |
| 2009         | 325 Mio. € |
| 2010         | 413 Mio. € |
| 2011         | 481 Mio. € |

## Sede a Minden
La costruzione della sede commerciale della Harting Deutschland GmbH & Co. KG a Minden è stata disegnata dall'architetto svizzero Mario Botta. Tra due torri giace un corpo centrale con altezza di 28 metri. L'edificio è diviso in quattro parti uffici con vetri che fanno passare la luce solare dal tetto inclinato. La facciata è in vetro e Sandstein. Il frontale dell'edificio affacciato sulla preußischen Kasernen disegna una H a richiamo della iniziale di Harting. Il corpo centrale ha forma semiellittica inclinata.

## Sponsorizzazioni
La Harting Technologiegruppe ha sponsorizzazioni in diversi ambiti culturali della regione Ostwestfalen. Inoltre sponsorizza le società sportive VfL Osnabrück e GWD Minden.

## Premi
La società ha ricevuto diversi premi nella sua storia. Il primo, nel 2008, della Deutsches Markenlexikon. Nel 2009 la divisione Harting Deutschland GmbH & Co. KG ha preso il 2º premio del Ludwig-Erhard-Preises nella categoria aziende tra 100 e 500 dipendenti. Nel 2010 viene citata nella enciclopedia Marken des Jahrhunderts. Onorificenza data come inventori e del connettore a marchio Han®, standard nell'industria. Nel 2010 è presente nel Lexikon der deutschen Weltmarktführer.